# Петро Панч
Петро́ Панч (укр. Петро Панч; наст. имя и фамилия Пётр Иосифович Панченко, укр. Петро Йосипович Панченко; 1891—1978) — украинский советский писатель и редактор.

## Биография
Родился в семье столяра, мастера-колёсника. После окончания в 1906 году двуклассного городского училища с шестилетним курсом обучения работал писарем в Валках, затем в Харькове в канцелярии Института благородных девиц.
В 1915 году, в Полтаве, получил среднее образование, окончив четырёхклассное Землемерное училище, и в этом же году был призван в армию.
После прохождения в Одессе ускоренного шестимесячного курса Сергиевского артиллерийского училища, в мае 1916 года был произведён из юнкеров в прапорщики (со старшинством с 01.04.1916, с зачислением по полевой легкой артиллерии) и направлен в Действующую армию; участник Первой мировой войны.
Участник Гражданской войны 1917—1921 гг.. С ноября 1918 по декабрь 1919 года — офицер артиллерийского полка Запорожского корпуса армии УНР. В январе 1920 в составе группы войск атамана Волоха переходит на сторону Правительства УССР. Продолжает службу в Красной Армии в должности командира 180-го лёгкого артдивизиона 60-й стрелковой дивизии РККА.
Осенью 1921 года демобилизован, вернулся в Валки. Работал землемером, начал заниматься литературной деятельностью. Его первые очерки, рассказы печатались в местной районной газете «Неимущий крестьянин» с 1921 года. Редактор газеты Иван Демьянович Шевченко, редактируя статью селькора, которую он сначала подписал своей настоящей фамилией, а потом почему-то передумал и оставил только первый слог, заметил: «Что за Пан?». Автора поблизости не было, газету надо было выпускать и он к Пан добавил «ч». Так с легкой руки редактора будущий выдающийся прозаик получил псевдоним. Вскоре вышли книги  (укр.) «Там, де верби над ставом», «Гнізда старі» (1923); «Поза життям» (1924); «Солом’яний дим» (1925); «Мишачі нори» (1926); сборник повестей «Голубі ешелони» (1928) и другие.
В 1923—1938 годах — сотрудник редакции украинских журналов «Червоний шлях» и «Радянська література», член литературных организаций «Плуг», «ВАПЛІТЕ», «ВУСПП», входил во Всеукраинскую редакцию «Истории фабрик и заводов». Жил в Харькове. Принимал участие во Всемирном Конгрессе по защите культуры (Париж, 1935).
В 1939—1940 годах возглавлял Львовскую писательскую организацию.
Во время Великой Отечественной войны — главный редактор литературного отдела радиостанции «Радянська Україна» в Москве.
В 1949—1953 годах — председатель Харьковской организации Союза советских писателей Украины.

В 1958 году принял участие в осуждении Б. Пастернака, выступив с его критикой на собрании украинских писателей. Ему принадлежит ставшая крылатой фраза «не читал, но осуждаю!»: 
 (укр.) Я його не читав, але не маю пiдстав не вiрити редколегiї журналу “Новий мiр”, що роман поганий. I з художнього боку, i з iдейного. [«Я его не читал, но не имею оснований не верить редколлегии журнала “Новый мир”, что роман плохой. И с художественной стороны, и с идейной.»] 
В 1966—1969 годах — секретарь Правления Союза писателей Украины.
Член ВКП(б) с 1940 года.
Умер 1 декабря 1978 года. Похоронен в Киеве на Байковом кладбище.

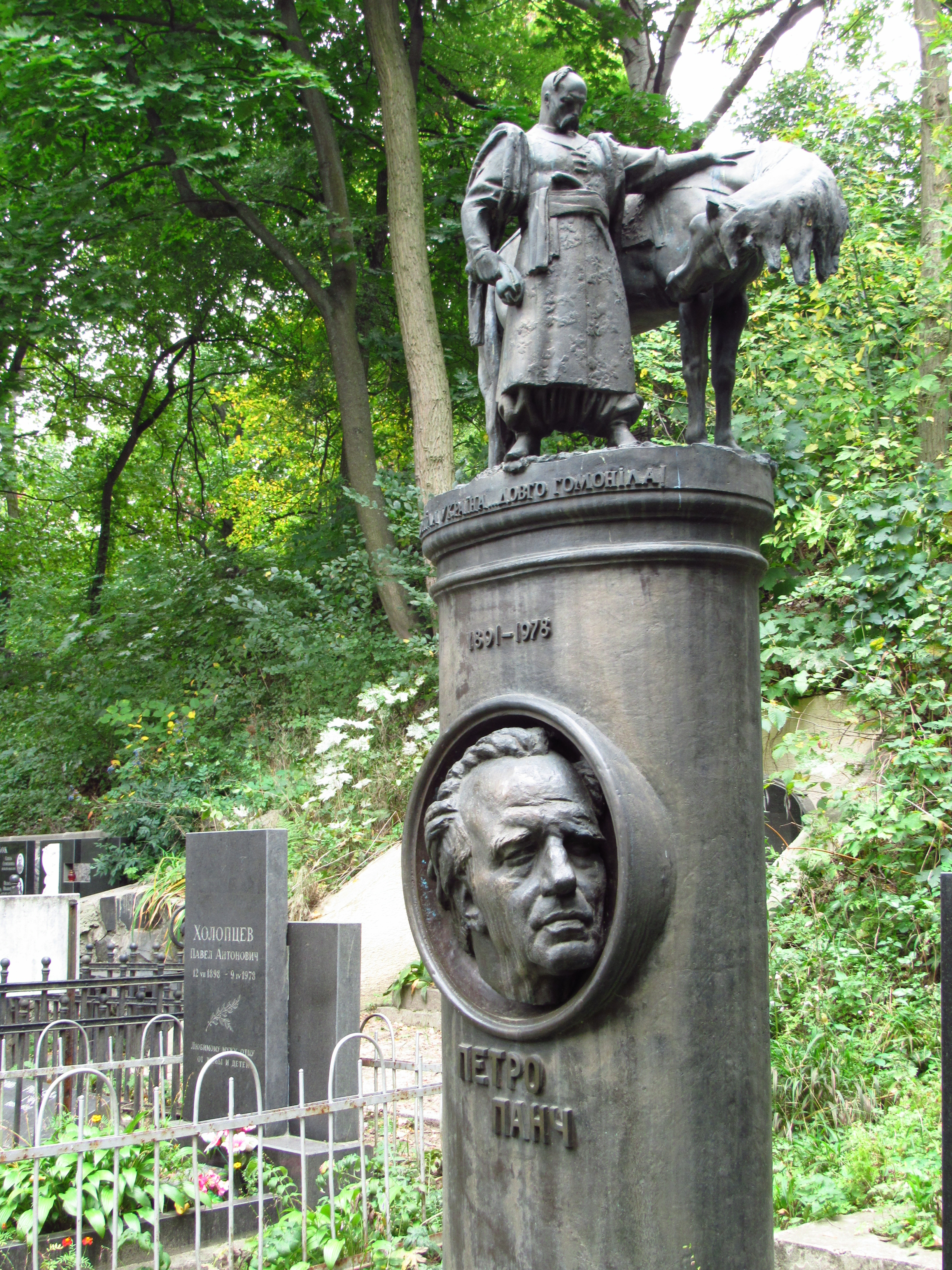
Могила Петра Панча (2017 год)

## Произведения
Основная тема творчества — историко-революционная, становление личности в условиях войны, революции и социалистического строительства. Сочинения переведены из украинского языка на множество иностранных. Среди них:
- «Голубые эшелоны» (1928)
- «Рождение» (1932)
- роман «Осада ночи» (1935)
- «Клокотала Украина» (1954)
- «В пути» (1959)
- «На калиновом мосту» (1965)

### Детские книги
- «Будем летать» (1935)
- «Хорошие ребята» (1959)
- «Сын Таращанского полка» (1937)

## Награды и премии
- Государственная премия Украинской ССР имени Тараса Шевченко (1966) — за повесть «На калиновом мосту» (1965)
- два ордена Ленина (в том числе 24.11.1960)
- орден Дружбы народов (02.07.1976)
- орден Красной Звезды (???)
- орден «Знак Почёта» (31.01.1939)
- медали

## Память
- В Киеве на фасаде дома № 68 по улице Богдана Хмельницкого, где в 1938—1958 годах жил и работал Петро Панч, установлена мемориальная доска.
- В 1989 году одна из улиц Киева названа именем Петра Панча
- В Валках одна из улиц названа именем Петра Панча.